# 片山醇之助

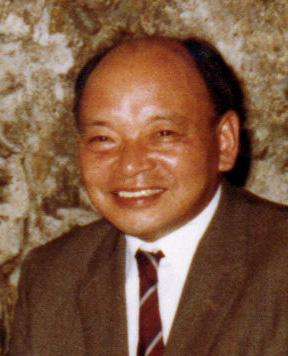
1972年 外交官時代

片山 醇之助（かたやま じゅんのすけ、1914年1月23日 - 2000年3月5日）は、日本の外交官。元駐リベリア共和国大使。

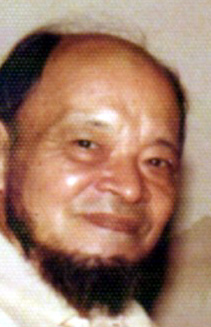
1978年

## 来歴・人物
香川県三豊郡高室村（現 観音寺市室本町）出身。旧制香川県立三豊中学校、ハルピン学院卒業。
外務省留学生として1936年（昭和11年）から3年間滞欧。ラトビアでロシア語を勉強中に古本を集め始め1万冊にもなった。読んでいては間に合わないから近くに住む少女に音読してもらった。のちにその女性が米国へ亡命して数十年後に突然片山邸へ電話し、片山が亡くなる数年前に単身訪米して再会した。
留学から帰国後、1939年（昭和14年）外務省入省。1943年（昭和18年）高等試験行政科試験合格。駐エジプト日本国大使館書記官、駐ユーゴスラビア日本国大使館参事官を歴任。
1969年（昭和44年）駐ナホトカ日本国総領事館総領事、1971年（昭和46年）駐ハンブルク日本国総領事館総領事を経て、1973年（昭和48年）駐リベリア共和国特命全権大使に就任。大使在任中に収集した西アフリカの仮面・神像などの資料約1,000点が、人間文化研究機構 国立民族学博物館に所蔵されている。
1977年（昭和52年）外務省退官。退官後、ロシア語の名著復刻のため、西欧言語・ロシア語の古書売買、ロシア語名著復刻会社を設立。ロシア古書をリプリントする仕事を始め、20世紀初頭出版のロシア文学史ではミスプリントや註の間違いを古いロシア語で丹念に訂正し、そのできばえはロシア人学者をも驚嘆させた。
2000年（平成12年）9月18日から１ヵ月間、日ソ交流に貢献した元外交官を讃える「片山醇之助展」（主催・日本対外文化協会、後援・駐モスクワ日本大使館）が、海外で初めてバルト三国ラトビア共和国の首都リガで開催。ロシア各地を巡回、2000年12月20日 ウラル山脈の重工業都市、エカテリンブルク市立図書館「プーシキンの館」で開催。同展には、片山の生涯を振り返る写真やパネルのほか、退官後ライフワークとして手がけたケルトヤーラ著「ロシア文学史」などのロシア語復刻版13種30冊の名著が展示された。

## 栄典
- 1984年 - 勲二等瑞宝章